# Бастилія
Басти́лія — фортеця у Парижі, збудована в XIV столітті для захисту від англійців. З XV століття Бастилія перетворена на в'язницю для політичних в'язнів. 14 липня 1789 населення Парижа захопило її. 1789—1791 Бастилія була зруйнована за постановою Установчих зборів. День, коли було здобуто Бастилію, — національне свято Франції, яке в новітній час проходить під гаслами боротьби проти реакції і загрози війни.

## Назва
Назва походить від франц. слова «bastille» тобто «вежа». На цьому місті була вибудована фортифікаційна вежа, котра входила до системи оборонних веж та мурів, що захищали середньовічний Париж. Історію вежі ведуть від XIV століття, коли вона захищала передмістя Сен-Антуан. Звідси її друга назва — bastille Saint-Antoine.

## Будівництво і Сен-Антуанське передмістя
Відомо використання вежі з 1358 року, коли тут було убито прево Парижа і ватажка реформаторів Етьєна Марселя (до 1310—1358) за наказом принца. Вежу добудували і перетворили на фортецю і замок до 1582 року. Її архітектором був Гуго Обріо. Фортеця була прихистком королів і його родини під час народних заворушень і вважалась королівським замком. Землі поряд із замком віддали монастирю.
1471 року король Луї ХІ надав монастирю значні привілеї. Був також виданий наказ про привілеї ремісникам, котрі оселяться поряд і будуть звільнені від підпорядкування гільдіям — цехам. Це спрацювало і сприяло переселенню сюди ремісників, а також економічному піднесенню Сен-Антуанського передмістя.
1700 року тут нарахували численні майстерні ткачів, виробників килимів і гобеленів, майстерні теслярів і меблярів, майстерні керамістів.

## Зміни функції з часом
Серед перших в'язнів замку був його будівничий — Гуго Обріо. На нього прийшов донос за зв'язок із якоюсь єврейкою, негідний для католика, та звинувачення в богохульстві. Ув'язнення Гуго Обріо тривало чотири роки. Його звільнив натовп під час народного повстання в Парижі 1381 року. Королівський замок починають використовувати як в'язницю для політичних ворогів короля. Саме тут катували єпископа Верденського. Гільйом де Горакур перебував у підземеллі в малій залізній клітці, де перебувати можна було тільки сидячі. Термін його ув'язнення тривав десять (10) років. 1476 року сюди був кинутий Жак д'Арманьяк, герцог де Немур, звинувачений в заколоті проти короля Луї ХІ (1465—1481). 1477 року герцогу відрубали голову, що стане національною і культурною традицією французів на століття.

## Бастилія в 18 ст.
Ще в молоді роки короля Луї XIV тут перебував заарештований міністр фінансів Ніколя Фуке (1615—1680), котрий насмілився демонструвати власне багатство підозрілому і карколомному королю.
Бастилія в 18 ст. зберігає характер в'язниці для аристократів та для надто сміливих французів — володарів думок. Серед них — книговидавці, філософи, письменники і журналісти. Бастилію двічі відвідав письменник Вольтер: вперше 1717 року за сатиру на аристократку герцогиню де Веррі і відбув один рік покарання, вдруге — 1726 року у зв'язку зі справою шевальє де Рогана. Бандиткуватий аристократ де Роган організував побиття Вольтера і його новий арешт. Покарання Вольтер знову відбував в Бастилії. Навченого обережності письменника звільнили за умови його еміграції з Франції. Письменник перебрався в Британію, де мешкав два з половиною роки. Перебування в Британії письменник використав для опанування англійської мови та досить ретельного знайомства з англійською літературою та політичними свободами королівства, небаченими на той час у Франції. Вислідом будуть «Англійські листи» 1734 року , книга, назву котрої чомусь перекладають як «Філософські листи». Рік оприлюднення книги «Англійські листи» — 1734- беруть за початок французького просвітництва.
Серед заарештованих були і заборонені книги, в Бастилію звозили конфісковані книги Французької Енциклопедії.

## Дореволюційні проекти руйнації Бастилії
Бастилія — як в'язниця для аристократів — досить дорого обходилась державі. Вона мала сорок дві кімнати-камери для шляхетних в'язнів з привілейованих станів, котрі в 18 ст. мали право декорувати камери за власними смаками і власними меблями. Сусідні кімнати віддавали під помешкання вельможних слуг. Тут скасували тортури шляхетних в'язнів чи покарання карцером. Не забороняли читати та листуватись з родичами, були дозволені прогулянки в саду Арсенала та на верхніх майданах веж.
Комендант фортеці-в'язниці мав 60 000 ліврів зарплатні щорічно. Тільки за 1784 р. утримання гарнізону фортеці досягло 67 000 ліврів (платня лікарю, аптекарю, священикам, суми на одяг і їжу аристократам-в'язням). Коли значно зменшилась кількість в'язнів Венсенської в'язниці, її ліквідували. Тепер почалися перемови щодо ліквідації Бастилії, де кількість в'язнів теж значно скоротилась. Міністр фінансів Неккер запропонував ліквідувати Бастилію. Міський архітектор Парижа мсьє Курбе подав офіційний план ліквідації Бастилії і створення на вивільненому місті «площі короля Людовика XVI». 1788 року два офіційні рапорти із закликом ліквідувати Бастилію подав зам. коменданта Пюже. Його пропозиції були не такі парадні: по ліквідації Бастилії він пропонував вивільнені землі продати на користь державної скарбниці. Отже, аби не революційні події, Бастилію ліквідував би королівський уряд.
Вільні приміщення Бастилії використовували також для Головного архівного управління Франції.

## Революційна руйнація Бастилії

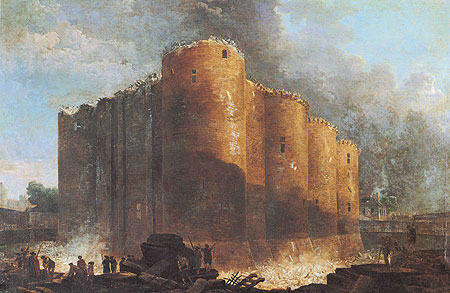
Худ. Гюбер Робер. «Бастилія в перші дні руйнації революціонерами», 1789 року

Весна і липень 1789 року видались незвично холодними. Цим скористались спекулянти, котрі надто підняли ціни на дрова та продовольство, що підняло напругу в суспільстві. Паризький декласований натовп вибухнув гнівом. Банди почали грабувати перехожих, у жінок насиллям забирали сережки і прикраси, а також черевики (на продаж). Бандити вламувались в приватні домівки, забираючи їжу, вина, гроші — а також зброю… Грабували винні склади і пиячили. Погроми в Парижі тривали дві доби, 12 та 13 липня. Депутат Генеральних Штатів Бальї засвідчив : 
| Впродовж цих двох діб Париж майже весь був пограбований. Столицю врятували від бандитів завдяки боям національної гвардії. |
Частку захоплених дебоширів стратили повішенням, бо серед пограбованих були Арсенал, комплекс споруд «Будинок інвалідів» 17 ст. і навіть мерія Парижа.
Але народні бунти не припинились. Лише з 14 липня 1789 року вони набули політико-економічного характеру. Бажання покерувати натовпом опанувало декількома самозваними ватажками. Так, Каміль Демулен закликав захопити королівську тюрму Бастилію. На заклик відгукнувся натовп у 800 осіб. Почався штурм в'язниці для аристократів, куди скерували ненависть народу. Жадібний до скандалів і видовищ паризький натовп супроводжував штурмовиків. На штурм дивились як на чергову скандальну виставу, серед глядачів були як біднота, так і аристократи.
Бастилію захищав переляканий несподіваним штурмом гарнізон, бо ніякої загрози з його боку не планувалось. Серед захисників були
- комендант маркіз де Лоне
- 32 швейцарці-найманці
- 82 старі ветерани.

Вони витримали майже 12-годинну облогу, але натовп переміг. В місто понесли поранених і убитих, що викликало хвилю обурення. До штурму приєднались 2 000 вояків гвардії, керовані Гюлленом та гренадером Лазарем Гошем, майбутнім генералом революційних вояків. До Бастилії потяглися люди з усіх усюд. Саме цей натовп справив гнітюче враження на захисників, котрі розцінили його як прибуття нових вояків. Почалися перемови: деморалізовані захисники натиснули на коменданта здати фортецю — за умов, що їх випустять живими. Підняли білий прапор. Фортецю здали і натовп увійшов через браму. Хоча сповістили про капітуляцію, обурені люди не припиняли стріляти по фортеці, убиваючи і своїх. Умови капітуляції не були виконані штурмуючим натовпом.
Були убиті всі офіцери гарнізону, а їх трупи винесли в морг. Був убитий і комендант-маркіз, котрого підняли на багнети. Хтось закликав: «Це чудовисько зрадило нас ! Нація вимагає його голови !» Тоді коменданту відтяли і голову.
Здобутком натовпу була і зброя, котру вивезли із арсенала Бастилії.
Про подію сповістили мерію Парижа. Була прийнята пропозиція Дантона створити комісію та зруйнувати споруду. Ліквідацією фортеці керував Палуа. Початок руйнації споруди зафіксував художник Гюбер Робер. Коли вежі і мури фортеці розібрали на половину їх первісної висоти, ініціювали народні гуляння та вивісили напис «Тут танцюють». Остаточно фортецю розібрали 21 травня 1791 р.
Дивним чином поза увагою натовпу і керівництва революцією були інші в'язниці. Ніхто не закликав поруйнувати чи звільнити в'язнів тюрем Шарантон та Бісетр, де мерли напівголодні, де томили в грязюці і насиллі представників народу, а не аристократів.
Досить швидко стало зрозуміло, що нова революційна влада ніяк не може обійтися без тюрем. І «жертв королівського свавілля» в тюрмах замінили на «жертв революції».

## Профанація події і нове символічне значення

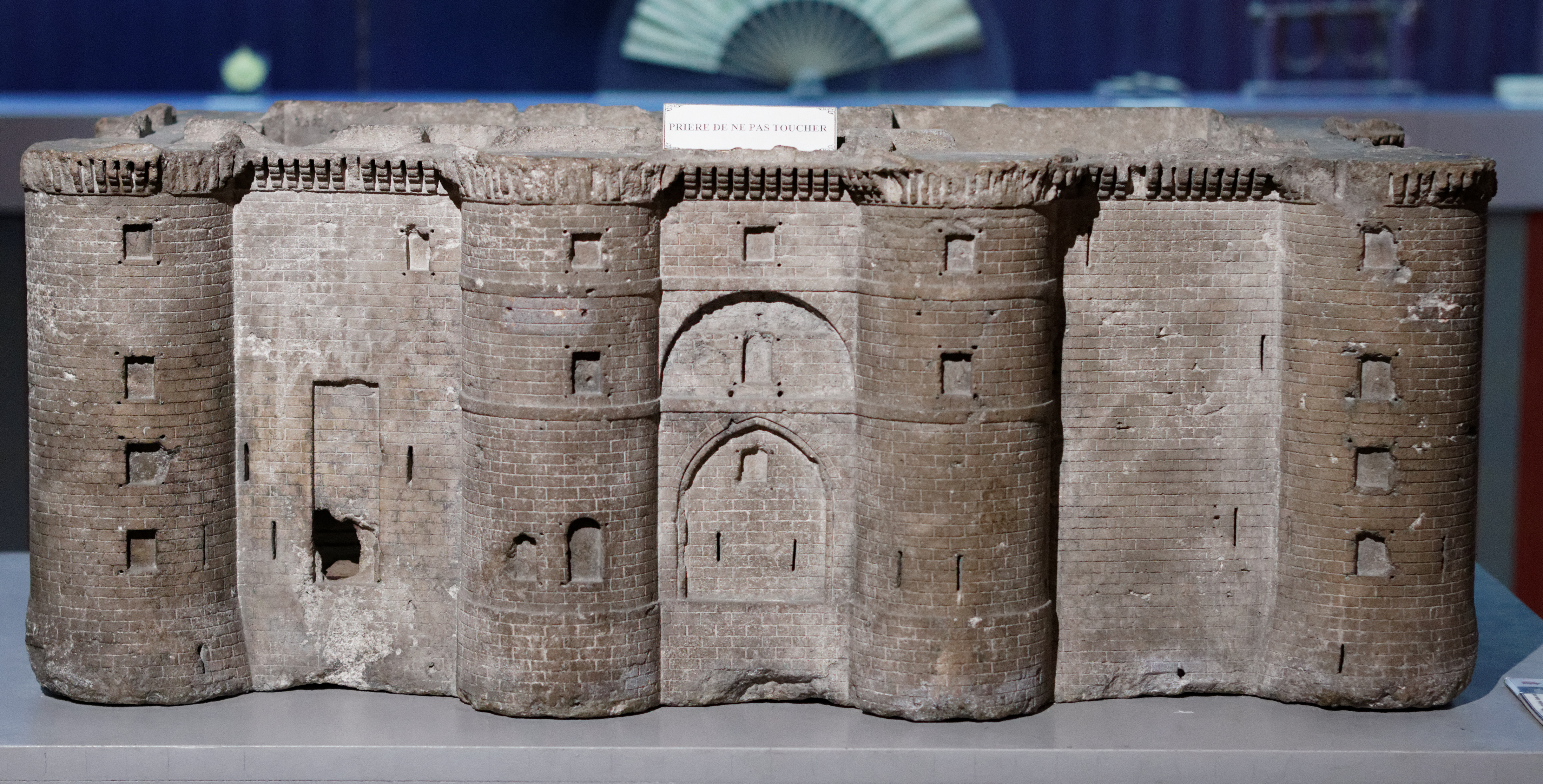
Модель Бастилії, виготовлена з уламку її каменю. Музей Карнавале, Париж.

Уламки брил Бастилії розбирали всі охочі. Ремісники виготовляли з них моделі поруйнованої фортеці і продавали як сувеніри. Налагодили виробництво сережок, де окрасою слугували не напівкоштовні камені, а шматочки каменів Бастилії. Більшість кам'яних брил Бастилії згодом використали для побудови мосту Конкорд.
Захоплення Бастилії почало набувати символічного значення перемог революції. Маркіз Лафайєт переслав один символічний ключ від Бастилії в Сполучені Штати Джорджу Вашингтону. Він дотепер — історичний експонат його музею-садиби Маунт-Вернон. В Париж почали надходити грошові перекази на користь постраждалих під час штурму.
Утворилась порожня площа. Запропонували прикрасити її якимось монументом. Коли набув популярності молодий генерал Наполеон, ще не консул і не імператор, запропонували монумент йому. Але він відхилив пропозицію і запропонував створити фонтан у вигляді слона. Створили тимчасову модель-фонтан з дерева, опис якого дав пізніше письменник Віктор Гюго в романі «Знедолені».
Площу таки прикрасять бронзовою колоною за наказом від 13 грудня 1830 р. лише після липневої революції 1830 року. Новий монумент отримав народну назву Юдейська колона. Колону урочисто відкрили лише 28 липня 1840 року. Її верхівку прикрасили скульптурою Генія Свободи (скульптор Огюст Дюмон), рельєфи на постаменті роботи скульптора Антуана Барі.
Захоплення Бастилії 14 липня 1789 року як національне свято почали святкувати лише з 1880 року, коли добре забули і ті події, і те, що вона символізувала 1789 року.

## Опис пам'ятки архітектури
Фортеця Бастилія — мала вигляд видовженої і масивної споруди з внутрішнім двором. Одним видовженим фасадом вона була повернута на Париж, іншим — на передмістя Сен-Антуан. Високі мури чергувались з восьмома вежами тридцяти метрів заввишки. Фортецю відокремлювали рови глибиною вісім метрів та 25 метрів ширини, через які був перекинутий один міст. За ровами був ще один мур з єдиною брамою з боку передмістя. Кожна з восьми веж мала власне підземелля, середній поверх мав камери для в'язнів, верхній поверх під дахом мав купол, котрий використовували для покарання. Казарми гарнізона фортеці і апартаменти коменданта вибудували в другому, наріжному дворику Бастилії. Побудова і удосконалення фортеці тривало більш ніж 200 років.
Особливістю споруди була відсутність її суттєвих перебудов з 14 століття. Парижу не завадила би оригінальна фортифікаційна споруда доби пізньої готики.
Бастилія не єдина пам'ятка архітектури національного французького минулого, що була поруйнована на хвилі революційних зрушень 1789—1793 рр. Бо слово " королівський " викликало ненависть і бажання руйнувати. Постраждала і низка католицьких храмів, не оминаючи і уславлені готичні собори Франції, старовинні вітражі, мармурові надгробки і самі поховання. Відсутність сформованої уяви у французів кінця 18 ст. про їх значну історичну і мистецьку вартість було не на користь національного надбання. В перелік призначеного до руйнації вносили і палац Лувр, тоді «королівський» палац. І лише перейменування його та перепрофілювання на " національний " музей врятувало палац короля від повної руйнації.

## Державний архів із Бастилії

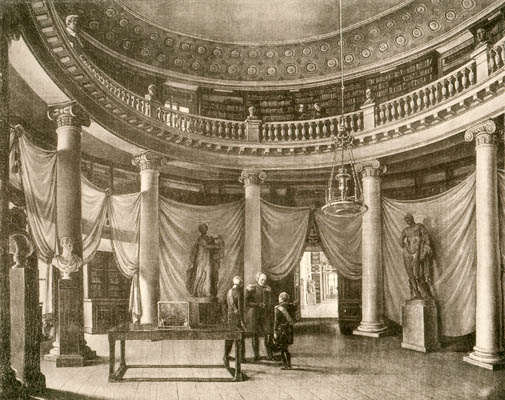
Цар Олександр І в Імп. Публічній бібліотеці, 1812 р.

В роки французької революції в Парижі перебував Дубровський Петро Петрович(1754—1816), секретар російської дипломатичної місії у Парижі, колекціонер та бібліофіл. Він був одним із небагатьох дипломатів, котрі не покинули Париж після початку бунтів і грабежів в липні 1789 року. Секретні архіви за декілька десятиліть (автографи відомих людей, копії листування, доноси, поліцейські досьє на філософів і письменників, журналістів, звіти поліції тощо) були кинуті напризволяще. По викинутих на підлоги паперах ходили байдужі перехожі, топчучи або спалюючи нікому тоді не потрібні «королівські папери». Частку паперів розібрали дрібні паризькі торгаші, використовуючи унікальні документи в торгівлі на роздріб. Дубровський здобув славу видатного колекціонера й бібліофіла, адже збирав документи задовго до подій французької революції. Він рятував унікальні документи. Частку паперів він викупляв у дрібних паризьких торгашів. Серед придбань Дубровського опинились поліцейське досьє на Вольтера, мемуари Латюда, котрий відбув 35 років ув'язнення в Бастилії, всього декілька тисяч документів.
Живучи протягом 23 років у Парижі і виконуючи дипломатичні доручення у багатьох європейських столицях (Лондоні, Римі, Мадриді, Відні, Мюнхені), познайомився з багатьма письменниками, філософами, колекціонерами й почав збирати власну колекцію рукописних книг, середньовічних рукописів, автографів, історичних документів. Одне з перших його надбань — італійський ілюмінований кодекс Тіта Лівія на пергаменті, подарований йому Ж.-Ж. Руссо (1778). Колекція значно збагатилася у роки Французької революції. Він придбав документи з архівів Бастилії, Сен-Жерменського абатства, автографи різних діячів тощо. 1800 року змушений залишити дипломатичну службу і повернутися до Санкт-Петербурга, куди перевіз і значну частину своєї колекції, що складалася більш як з 400 рукописних книг V-ХІІ ст. та докум. XII—XVIII ст., переважно західно-європейського походження, 94 рукописи східними мовами (15 мовами), близько 50 слов'янських рукописів. Цю коштовну колекцію було оцінено в Лондоні у величезну на той час суму — 7 тис. гіней. Пропозицію продати власну збірку у Англії — відхилив. Дубровський мав намір подарувати свою колекцію Києво-Могилянській академії (далі — КМА), де він одержав не лише добру освіту, але й переконання цінності давніх і сучасних рукописів, книг та історичних документів. Але цьому наміру перешкодила, очевидно, реорганізація КМА. 1805 року Дубровський подарував свою колекцію імператорові Олександру І, за що одержав винагороду 15 тис. руб. Цар передав збірку у склад Імператорської Публічної бібліотеки, а Петро Дубровський отримав посаду бібліотекаря. Для збереження колекції при Імператорській Публічній бібліотеці створено т. зв. «Депо манускриптів», зберігачем якого і був сам колекціонер.